# Ceramaster glasbyi
Ceramaster glasbyi is een zeester uit de familie Goniasteridae.
De wetenschappelijke naam van de soort werd in 1993 gepubliceerd door Donald George McKnight.